# Bokel (Bassa Sassonia)
Bokel è una frazione del comune tedesco di Beverstedt, in Bassa Sassonia.

## Storia
Bokel costituì un comune autonomo fino al 1º novembre 2011.

### Simboli
Lo stemma del comune si blasona: 
È stato disegnato dall'araldista Gustav Völker (1889–1974), autore di circa 25 stemmi comunali nel circondario di Cuxhaven.
È un'arma parlante: il villaggio è menzionato nel 1105 come Bochla, dove Boch significa "faggio". I quattro rami rappresentano i quattro distretti del comune: Hafsbüttel, Seebeck, Kransmoor e Langenfelde. La falce e il colore verde del campo sono il simbolo dell'agricoltura.